# علم دراسة المغذيات
علم دراسة المغذيات دراسة المغذيات هي دراسة مكثفة عن الجينات والبروتينات المرتبطة بالتغذية والطاقة.دراسة المغذيات حقل جديد حيث يتبنى باحثو التغذية التقليديون تكنولوجيا الجينوم مثل تحليل الجراثيم الدقيقة واسع النطاق مع تناول الطعام.